# Reprezentacja Łotwy w ice speedwayu
Reprezentacja Łotwy w ice speedwayu – grupa zawodników ice speedwaya reprezentujących Republikę Łotwy w sportowych imprezach międzynarodowych. Za jej funkcjonowanie odpowiedzialna jest Latvijas Motosporta federācija (LaMSF).

## Historia
Do 1991 roku zawodnicy łotewscy wchodzili w skład reprezentacji Związku Radzieckiego. Jednym z łotewskich zawodników ścigających się w czasach ZSRR był Egīls Jansons.
Od 1996 roku Łotwę w zawodach międzynarodowych reprezentował Rosjanin Michaił Popow. W walce o indywidualne mistrzostwo świata 1997 Popow został rozstawiony w ćwierćfinale rozgrywanym we włoskim Madonna di Campiglio. Zajął w nim 9. miejsce za i awansował do półfinału w niemieckim Inzell jako zawodnik rezerwowy. W tych zawodach rywalizując w biegu dodatkowym o 5. miejsce z Güntherem Bauerem upadł po starcie, co przełożyło się na fakt, że nie awansował bezpośrednio do finału eliminacji (GP Challenger), a jako zawodnik rezerwowy. W decydujących o awansie do mistrzostw zawodach Popow jednak nie wystąpił. Popow w eliminacjach indywidualnych mistrzostw świata 2000 miał wystartować 8 stycznia w Gavle, zawody te jednak zostały odwołane ze względu na niekorzystne warunki atmosferyczne. W dniach 13-14 stycznia 2001 roku Popow wystąpił w rundzie kwalifikacyjnej mistrzostw świata rozgrywanej w Jekaterynburgu. Zmagania zakończył na 11. miejscu i nie awansował do dalszych rozgrywek. Rok później, w dniach 12-13 stycznia 2002 roku, Popow brał udział w rundzie kwalifikacyjnej mistrzostw świata indywidualnych mistrzostw świata 2002, rozgrywanej w Bollnäs. Zajął tam 16. miejsce. W Bollnäs reprezentant Łotwy ścigał się także rok później, w kwalifikacjach Grand Prix w ice speedwayu 2003, zajął wtedy 10. miejsce i awansował do półfinału w Krasnogorsku, który ukończył na 13. pozycji. Był to ostatni występ Popowa w zawodach rangi mistrzostw świata. Popow trzykrotnie był finalistą indywidualnych mistrzostw Europy w ice speedwayu, najlepszy występ - 8. miejsce, odnotował w 2002 roku w Łuchowicach.
Drugim zawodnikiem ścigającym występującym w reprezentacji Łotwy był Rosjanin Dienis Sajfutdinow. Jedynymi zawodami międzynarodowymi w których brał udział była runda kwalifikacyjna Grand Prix w ice speedwayu 2006 rozgrywana w Kuusankoski. Zajął tam 15. miejsce i nie awansował do dalszych etapów eliminacji.

## Osiągnięcia

### Mistrzostwa Europy
Indywidualne mistrzostwa Europy
- 8. miejsce:
  - 2002 –  Michaił Popow

- 9. miejsce:
  - 1999 –  Michaił Popow

- 11. miejsce:
  - 2001 –  Michaił Popow